# Diduncule strigirostre
Didunculus strigirostris
Sous-famille
Genre
Espèce
Statut de conservation UICN

 CR C2a(i) : 
En danger critique
Le Diduncule strigirostre (Didunculus strigirostris), également appelé manuméa, est une espèce d'oiseaux de la famille des Columbidae, seule espèce du genre Didunculus et de la sous-famille des Didunculinae. Il ne subsistait qu'entre 4 800 et 7 200 individus dans les années 1980 et depuis leur nombre a baissé à 2 500.

## Distribution
Cette espèce est endémique des îles Samoa, elle se rencontre dans les forêts de Dysoxylum des îles Savai'i, Upolu et Nu'utele.